# Marija Pejčinović Burić

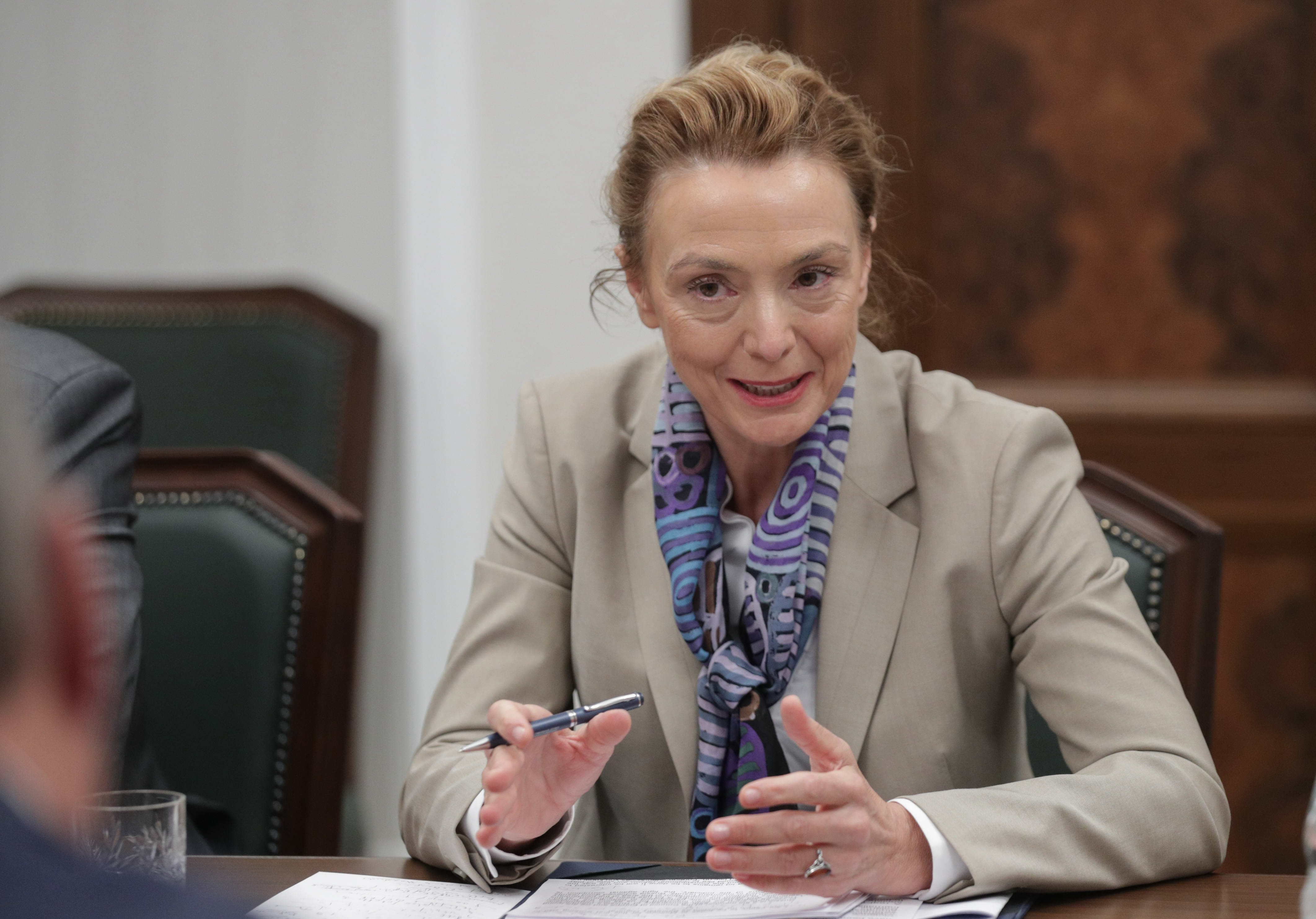
Marija Pejčinović Burić (2020)

Marija Pejčinović Burić (* 9. April 1963 in Mostar) ist eine kroatische Politikerin (HDZ). Von Juni 2017 bis Juli 2019 war sie kroatische Außenministerin. Von 2019 bis 2024 war sie Generalsekretärin des Europarates.

## Leben
Marija Pejčinović Burić wuchs in Ljubuški als Tochter eines Lehrer-Ehepaares auf und schloss das Gymnasium bereits im Alter von 17 Jahren ab. Sie studierte 1980 bis 1985 Ökonomie an der Universität Zagreb und graduierte. Danach war sie insgesamt 3 Jahre lang als Au-pair in Paris, London und Salamanca, um ihre Sprachkenntnisse zu verbessern. Von 1988 bis 1991 arbeitete sie im Bereich Außenhandel des Elektro-Unternehmens Rade Končar.
1991 bis 1994 war sie Stellvertretende Generalsekretärin der Europäischen Bewegung Kroatien (Europski pokret Hrvatska), dem kroatischen Ableger der Europäischen Bewegung International, und bis 1997 Generalsekretärin bzw. Direktorin des von dieser Organisation betriebenen Europäischen Hauses (Europski dom) in Zagreb. Parallel dazu absolvierte sie ein Studium am College of Europe in Natolin (Warschau). Es folgte eine Position in der Öffentlichkeitsarbeit der Pharmakonzerns Pliva.
2001 bis 2002 war sie Mitglied des Verhandlungsteams der Republik Kroatien für das Stabilisierungs- und Assoziierungsabkommen zwischen der Republik Kroatien und der EU. Danach war sie in zahlreichen weiteren Positionen im Europaministerium und Außenministerium tätig, 2004 bis 2008 und 2016 bis 2017 als Staatssekretärin.
2008 bis 2011 war sie Abgeordnete des kroatischen Parlaments. Nach dem Rücktritt des bisherigen Außenministers Davor Stier trat sie am 19. Juni 2017 dessen Nachfolge an. Am 26. Juni 2019 wurde Pejčinović Burić von der parlamentarischen Versammlung des Europarates zur neuen Generalsekretärin gewählt. Sie folgte am 18. September 2019 auf Thorbjørn Jagland. Sie hatte das Amt bis zum 18. September 2024 inne; ihr folgte Alain Berset nach.

## Veröffentlichungen
- Europa u Hrvatskoj. Vodič kroz europske integracije na internetu, 2002, ISBN 953-7010-13-9
- EUphorie in Kroatien, in: Kulturreport – EUNIC-Jahrbuch, Jg. 1.2007: Fortschritt Europa, S. 103–106